# 千里金兰大学短期大学部
千里金兰大学短期大学部（日语：／ Senri Kinran Daigaku Tanki Daigakubu *），简称金兰短大（きんらんたんだい），是过去一所位于日本大阪府吹田市的私立千里金兰大学的短期大学部分。前身是金兰短期大学（日语：／ Kinran Tanki Daigaku *）於2012年停辦。

## 概要

### 简介
- 学校最早可以追溯到1905年即金兰会女学校的创立。短期大学为于1963年开办[1]、由学校法人金兰会学园经营。招収只女学生从开办。招生到2007年、停办于2011年以后[2]。

### 历史
- 1963年 金兰会短期大学成立并同时设置家政科。
- 1965年 两个学科成立、以下列举。
  - 日文科[注 5]
  - 英文科[注 5]
- 1965年 改校名为金兰短期大学。
- 1967年 家政科分离为两个专攻、以下列举。
  - 家政专攻
  - 食物营养专攻
- 1971年 家庭经营专攻成立于家政科。
- 1996年 家政科变更为生活科学科。并且各自专攻全部变更为、以下列举。
  - 家政专攻→生活学专攻[注 2]
  - 家庭经营专攻→生活经营专攻[注 5][注 6]
  - 食物营养专攻→营养科学专攻[注 3][注 4]
- 1996年 食物科学专攻成立于生活科学科[注 3][注 7]
- 2002年 现代社会信息学科成立。
- 2004年 改校名为千里金兰大学短期大学部。
- 2005年 生活科学科生活学专攻变更为生活文化学科。
- 2007年 最后一年招生、次年停止招生[1][2]。
- 2011年 正式停办。

## 学校环境
- 校区：在了大阪府吹田市

## 历任校长
- 高桥幸太：第一代短期大学校长[3]。
- 土肥义胤：最后短期大学校长[2]

## 组织

### 学科
- 生活文化学科

### 前学科
- 生活科学科
  - 生活学专攻[注 2]
  - 营养科学专攻[注 3][注 4]
  - 生活经营专攻[注 5][注 6]
  - 食物科学专攻[注 3][注 7]
- 日文科[注 5]
- 英文科[注 5]
- 现代社会信息学科[注 8]

### 专科
| - 没有 |

### 业余课程
| - 没有 |

## 知名校友
- 中岛庆子：女演员
- 久本雅美：女演员，喜剧演员
- 黑谷友香：女演员
- 分林里佳：前四国放送广播员

## 相关链接
- 日本短期大学列表